# Römerpark (Köln)

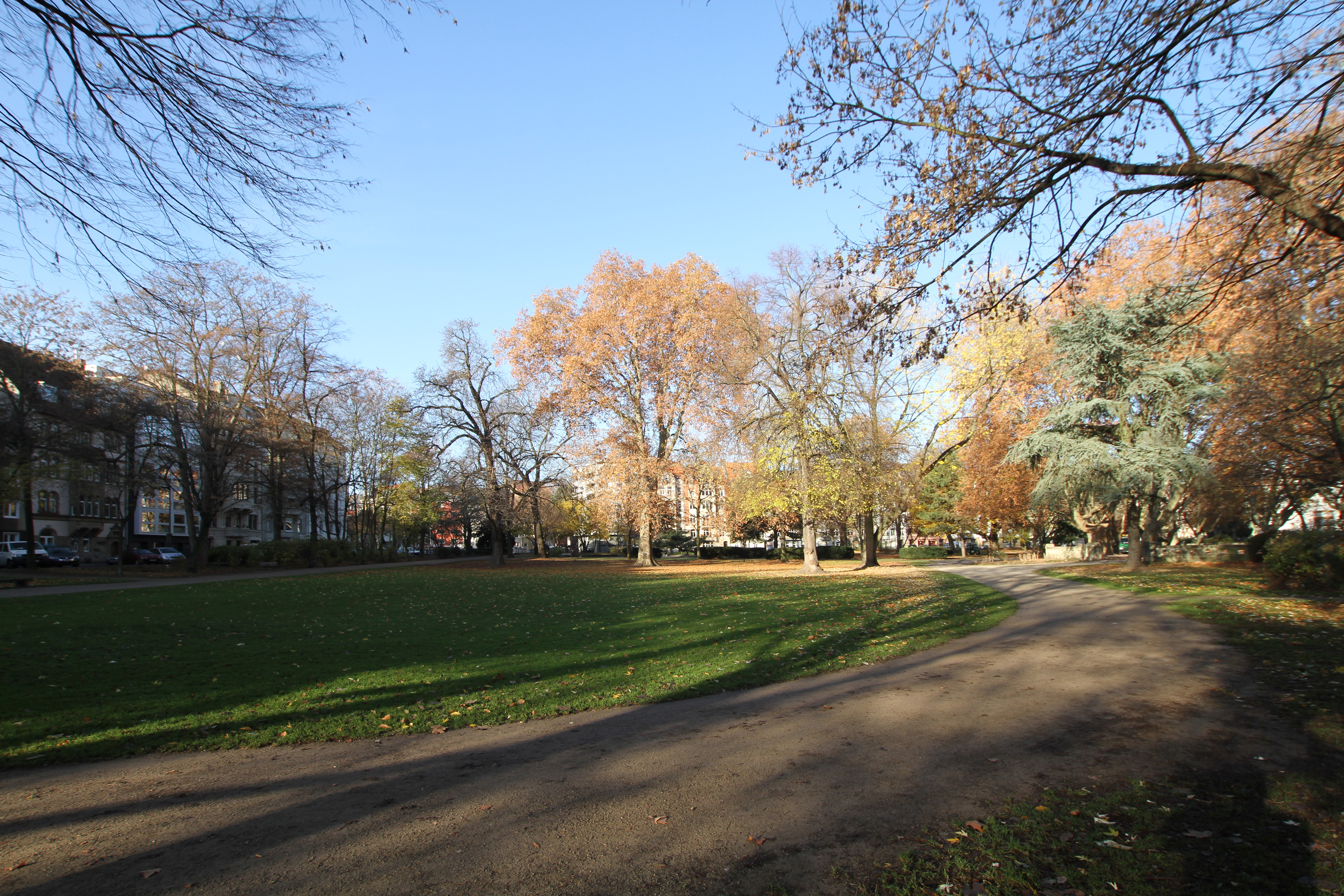
Römerpark (November 2011)

Römerpark ist ein seit 1898 bestehender Stadtpark in der Kölner Neustadt-Süd.

## Lage
Der Römerpark liegt in einer Senke zwischen Titus-, Trajan- und Claudiusstraße. Titus- und Trajanstraße umschließen den Park rechtwinklig und treffen am Eierplätzchen zusammen, von wo aus eine zentrale Achse im Park zur an der Claudiusstraße 1 liegenden TH Köln führt, worin sich auch das Institut für Versicherungswesen befindet. Diese unterhält seit 1. August 1971 im ehemaligen, leicht veränderten Universitätsgebäude („Campus Südstadt“) Rektorat, Zentralverwaltung und Geisteswissenschaftliches Zentrum. Das Gebäude gehört seit 1983 dem Land, steht seit 1985 unter Denkmalschutz und wurde 1988 saniert. Weiter südlich, jenseits der Titusstraße, liegt der Friedenspark.

## Entstehungsgeschichte

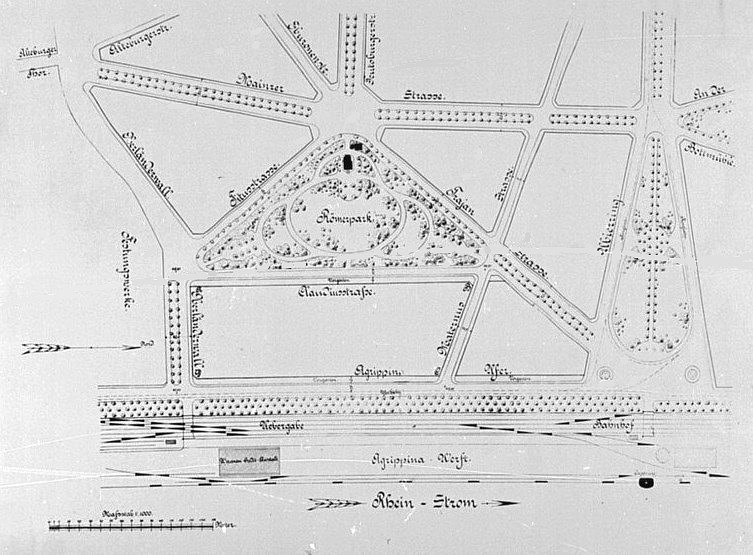
Römerpark – Entwurf Kowallek (1895)

Seit 1833 konnte die nahegelegene Rheininsel Werthchen von der Kölner Bevölkerung als Erholungsgebiet genutzt werden. Ihre Baum- und Buschbestände mussten jedoch vollständig dem Bau des Rheinauhafens weichen, der hier am 14. Mai 1898 eröffnet wurde. Als Ersatz plante der städtische Gartendirektor Adolf Kowallek bereits seit 1895 auf einem in Rheinufernähe gelegenen, zunächst zur Bebauung vorgesehenen dreieckigen, 20.320 m² großen Grundstück einen Park im „landschaftlichen“ Stil. Damit entsprach er auch flächenmäßig etwa der Größe der Rheinau-Anlage. Noch 1898 konnte der Park der Öffentlichkeit übergeben werden.
Von außen dicht bepflanzt, betrat der Besucher durch einen der drei Eingänge den Park und konnte auf seinem Rundgang verschiedene Ausblicke in eine künstlich inszenierte Landschaft genießen. Das Betreten der Rasenflächen war nicht erlaubt. Ein 1887 am Kaiser-Wilhelm-Ring errichtetes städtisches Kaffeehaus musste dem am 18. Juni 1897 eingeweihten Kaiser-Wilhelm-I.-Denkmal weichen und wurde in den Römerpark versetzt, wo es bis 1912 stand und auch Musikdarbietungen bot.

## Handelshochschule und Universität

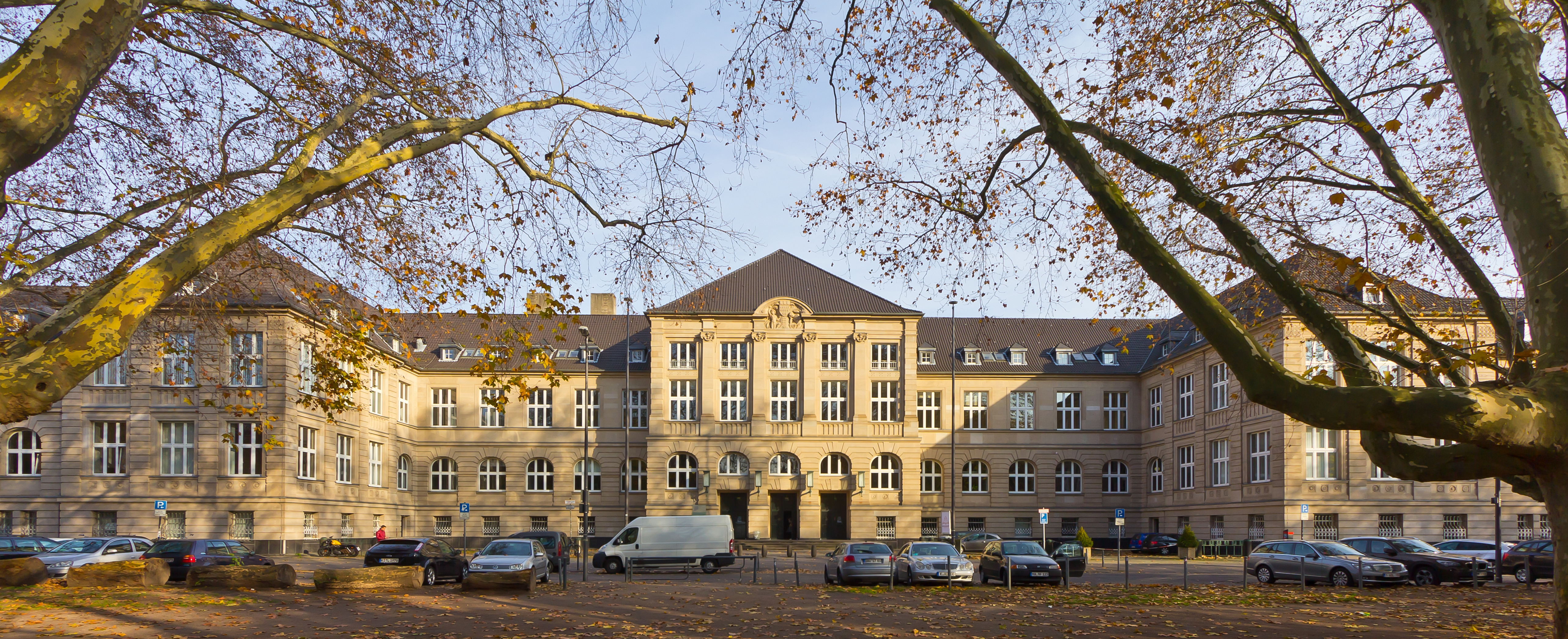
Claudiusstraße 1 – Blick durch den Römerpark auf die TH Köln

Claudiusstraße 1 – Blick durch den Römerpark auf die Handelshochschule (1911)

1906 ergab sich für den Römerpark eine neue städtebauliche Situation. Nachdem die Preußen den Bau einer neuen Universität untersagt hatten, beschloss die Stadt Köln, in eigener Verantwortung einen Neubau  zu errichten. Am 1. Mai 1901 eröffnete in Gegenwart des Handelsministers die Handelshochschule Köln zunächst am Hansaring. Sie war die erste selbständige, ausschließlich von der Stadt getragene Handelshochschule in Deutschland. Am 26. Oktober 1907 öffnete das von Ernst Vetterlein errichtete neue Gebäude der Handelshochschule am Römerpark, Claudiusstraße 1. Der Park diente nun als „Vorgarten“ und Zugang für dieses Gebäude, in das nach Eröffnung am 12. Juni 1919 der erste Sitz der neu gegründeten Universität zu Köln kam (Wirtschafts- und Sozialwissenschaftliche Fakultät). Die alte Handelshochschule ging in der Universität auf. Hinzu kamen am 9. Januar 1920 die Rechtswissenschaftliche und am 3. Mai 1920 die Philosophische Fakultät.
Inzwischen war Fritz Encke auf die Stelle des verstorbenen Gartendirektors Kowallek berufen worden. Anstatt durch eine pompöse, barockisierende Gestaltung den Römerpark völlig dem Gebäude unterzuordnen, gestaltete er 1912 mit einfachsten Mitteln eine schlichte Achse durch den Park, die er durch eine Balustrade aus Muschelkalk an die neobarocke Fassade der Hochschule anpasste. Den Rest des Parks ließ er nahezu unverändert. Das Kaffeehaus wurde abgerissen. Seit dem 1. Juli 1980 steht der Römerpark unter Denkmalschutz.

## Zeit des Nationalsozialismus
Am 17. Mai 1933 kam es vor dem Haupteingang des Universitätsgebäudes zur Verbrennung von Büchern verfemter Autoren. Wegen steigender Studentenzahlen blieb die Uni bis 1. Oktober 1934 und zog danach in den von Adolf Abel errichteten Neubau an der Universitätsstraße ein, der am 5. April 1935 eingeweiht wurde. Das freigewordene Gebäude an der Claudiusstraße 1 nutzte während der Zeit des Nationalsozialismus seit dem 5. November 1934 die Gauleitung Köln-Aachen mit Gauleiter Josef Grohé an der Spitze.
Im September 1936 spazierte der achtjährige „Halbjude“ Hans Abraham Ochs aus der nahe gelegenen Trajanstraße 41 mit seiner Mutter und dem kleinen Bruder an der Grenze zwischen Römer- und Hindenburgpark, wo er von Mitgliedern der Hitlerjugend angepöbelt und zusammengeschlagen wurde. Als er bereits am Boden lag, traten sie ihn so lange, bis er sich nicht mehr rührte. Am 30. September 1936 erlag Ochs im Krankenhaus seinen Verletzungen. An dieses Verbrechen erinnert heute ein Stolperstein am Eingang des Parkes.
Im Mai 1945 demontierten amerikanische Soldaten Hakenkreuz und Reichsadler vom kriegszerstörten Universitätsgebäude.

## Trivia
- Nach dem Krieg hatte seit 15. April 1952 in der Claudiusstraße 1 am Römerpark die neu gegründete Lufthansa ihren Hauptsitz, bis sie am 15. April 1970 ins eigene Lufthansagebäude in Köln-Deutz umziehen konnte.
- Wolfgang Niedecken ist auf einer Parkbank im Römerpark im Februar 1984 das Lied Alexandra, nit nur Do eingefallen, zu finden auf dem BAP-Album Zwesche Salzjebäck un Bier.